# 哥尼
哥尼（ဦးကိုနီ，1953年2月11日—2017年1月29日），常通称吴哥尼，缅甸律师，宪法专家，昂山素季的前法律顾问。

## 生平
1953年生于卡塔区一个穆斯林家庭。其父是来自印度的孟加拉族穆斯林，母亲是缅族佛教徒。哥尼是Laurel法律公司的创始人之一，也是国际律师协会会员。2013年10月正式加入全国民主联盟。据信他在2008年缅甸宪法中找漏洞，以让昂山素季成为实际上的国家领袖。他写过多部关于人权、民主的书籍，主张宗教宽容，尤其是致力于提升穆斯林权利。2017年1月29日，哥尼在仰光国际机场遭到槍擊而死。